# Мариестад (община)
Община Мариестад (на шведски: Mariestads kommun) е разположена в лен Вестра Йоталанд, югозападна Швеция с обща площ 1510 km2 и население 23 870 души (към 31 декември 2013). Административен център на община Мариестад е едноименния град Мариестад.